# Шагсаван-Канді-є Софла
Шагсаван-Канді-є Софла (перс. شاهسون كندي سفلي) — село в Ірані, у дегестані Шагсаван-Канді, в Центральному бахші, шагрестані Саве остану Марказі. За даними перепису 2006 року, його населення становило 74 особи, що проживали у складі 33 сімей.

## Клімат
Середня річна температура становить 15,26°C, середня максимальна – 33,81°C, а середня мінімальна – -7,15°C. Середня річна кількість опадів – 256 мм.
| Клімат поселення                              | Клімат поселення | Клімат поселення | Клімат поселення | Клімат поселення | Клімат поселення | Клімат поселення | Клімат поселення | Клімат поселення | Клімат поселення | Клімат поселення | Клімат поселення | Клімат поселення | Клімат поселення |
| Показник                                      | Січ.             | Лют.             | Бер.             | Квіт.            | Трав.            | Черв.            | Лип.             | Серп.            | Вер.             | Жовт.            | Лист.            | Груд.            |                  |
| Середній максимум, °C                         | 10,10            | 12,62            | 17,51            | 23,89            | 28,67            | 33,30            | 33,81            | 32,64            | 29,00            | 23,42            | 17,06            | 10,52            |                  |
| Середня температура, °C                       | 1,47             | 4,00             | 8,88             | 15,28            | 20,04            | 24,68            | 27,53            | 26,38            | 22,71            | 17,14            | 10,80            | 4,24             |                  |
| Середній мінімум, °C                          | −7,15            | −4,62            | 0,26             | 6,66             | 11,42            | 16,05            | 21,24            | 20,08            | 16,43            | 10,87            | 4,51             | −2,04            |                  |
| Норма опадів, мм                              | 36               | 35               | 46               | 33               | 25               | 4                | 1                | 1                | 1                | 13               | 24               | 37               |                  |
| Середньомісячна швидкість вітру, м/с          | 1.42             | 2.10             | 2.86             | 3.10             | 2.87             | 2.76             | 2.88             | 2.72             | 2.37             | 2.22             | 1.94             | 1.46             |                  |
| Середньомісячна сонячна радіація, кДж/м²·день | 9137             | 12005            | 14429            | 18055            | 22076            | 26215            | 25825            | 23537            | 20108            | 14762            | 10784            | 8785             |                  |
| --------------------------------------------- | ---------------- | ---------------- | ---------------- | ---------------- | ---------------- | ---------------- | ---------------- | ---------------- | ---------------- | ---------------- | ---------------- | ---------------- | ---------------- |
| Джерело:                                      |                  |                  |                  |                  |                  |                  |                  |                  |                  |                  |                  |                  |                  |